# スカイミッション
『スカイミッション』（SKY MISSION）は、Malibu Interactiveが開発し、北米ではナムコのアメリカ法人であるナムコ・ホームテック(Namco Hometek)から発売。日本でも1992年9月29日にナムコ（後のバンダイナムコエンターテインメント）から発売されたスーパーファミコン用のフライトシューティングゲーム、『Wings 2: Aces High』の日本版。
アメリカのスーパーNES用に発売された『WINGS2 ACES HIGH』は、Amiga用ソフト"Wings"の続編にあたる。
当時、他機種には無かった拡大縮小と回転の機能を使って再現された戦場をパイロットとなって飛び回る疑似3Dフライトシューティングゲームとして制作された。移植に際し、通常はゲーム中の文章も全て日本語訳されるものだが、本作ではエンディングのスタッフロールも含めて作中の文章がすべて英語のままになっている。

## ゲーム内容
飛行機が初めて実戦で使用され始めた頃の第一次世界大戦のヨーロッパが舞台。プレイヤーはイギリス空軍のパイロットとして、複葉機「ソッピース キャメル」を駆り、ドイツ軍と戦う。
操作は、左右で機体を傾け、上下で機首の高度の上げ下げ。Yボタンで機銃を発射する。L・Rボタンで爆弾を投下できる。
ミッションは、空中戦、爆撃、地上攻撃の3タイプあり、5人のパイロットの中から1人を選択し、与えられたミッションをクリアしていく。全20ステージ34ミッション。パスワードコンティニュー。
なお、難易度が高かったこともあり、救済処置として空中戦で敵の位置がわかるようになる隠しコマンド（タイトル画面でL+R+下を押しながらスタート）が用意された。

### ミッション
- 空中戦 - 制限時間内に敵機を撃墜する。
- 爆撃 - 対空砲火をかいくぐり、目標へ爆弾を投下する。
- 地上攻撃 - 地上の敵を機関銃で破壊する。

### ミス
- ミッションを失敗すると降格され、さらに失敗すると除隊（クビ）となる。
- 操縦ミスによる墜落、または機体のダメージが100%に達すると墜落となり、パイロットは死亡。5人全員を失うとゲームオーバー。

### ミッションクリア
- ミッションをクリアした場合、「DEBRIEFING」（成績表）画面に切り替わり、「Pilot」（パイロット名）、「Mission Rating」（ミッションの評価）、「Enemies Destroyed」（敵の追撃数）、「Plane Damage」（機体損傷率）が表示される。
- 機体の性能を上げることも可能になり、「POWER UP YOUR PILOT!」の画面では、「Flying」（飛行）、「Shooting」（射撃）、「Mechanics」（機体の力）、「Stamina」（持久力）の4つのうち、どれかに振り分けて強化することとなる。
- この後、「PLEASE CHOOSE AN OPTION」の画面では、3つの項目を選択することとなる。
  - Ready room - 次のミッション
  - Barracks - キャラクター選択
  - Review records - キャラクターのパラメータ
- 一番下に表示されている文字は、パスワードになっている。コンティニューで再開したときは、キャラクターを選択する必要がある。

## 登場人物
本作に登場する5人のパイロットはすべて男性であり、名前も英語で表示されている。
Marcel LeBlanc
Sean Maloney
Jone Hargreaves
Charlie Dexter
Lawrence Wolfe

## スタッフ
- プログラマー：スティーヴ・ヒューズ
- プロデューサー：ケン・ロブ
- アソシエイト・プロデューサー：ジム・カリー
- グラフィック：ジェレミー・カンター、ステファン・トムソン
- 音楽：THE FATMAN（ジョージ・サンガー）
- サウンド、音楽ドライバー：デヴィッド・ウォーホル

## 評価
ゲーム誌『ファミコン通信』の「クロスレビュー」では、6・6・7・5の合計24点（満40点）、レビュアーからは「『パイロットウイングス』なノリのフライトシミュレーションで、最初は操作方法がわからないがしばらくすると慣れる」という声が寄せられたほか、BGMを評価する声もあった。一方、「スリルを楽しむにはいいが、全体を楽しむには不満がある」といった声に加え、ゲームそのものが単調であるという声のほか、「宙返り出来たり動きに自由度が欲しく大雑把に感じる」、「戦時中の雰囲気は伝わるが今一つ」といった指摘が挙がった。『ファミリーコンピュータMagazine』の読者投票による「ゲーム通信簿」での評価は以下の通りとなっており、19.36点（満30点）となっている。この得点はスーパーファミコン全ソフトの中で236位（323本中、1993年時点）となっている。また、同雑誌1993年8月情報号特別付録の「スーパーファミコンオールカタログ'93」では、「複葉機を操作して空中戦、地上射撃、爆撃の任務をこなすシューティングの要素の強い内容。爆撃以外は3Dの視点で描かれていて迫力の戦闘を体感できる」と紹介されている。
| 項目 | キャラクタ | 音楽 | 操作性 | 熱中度 | お買得度 | オリジナリティ | 総合  |
| 得点 | 3.10       | 3.04 | 3.30   | 3.33   | 3.09     | 3.49           | 19.36 |